# Arbori
Arbori är en kommun i departementet Corse-du-Sud på ön Korsika i Frankrike. Kommunen ligger  i kantonen Les Deux-Sorru som tillhör arrondissementet Ajaccio. År 2022 hade Arbori 51 invånare.

## Befolkningsutveckling
Antalet invånare i kommunen Arbori
Referens:INSEE